# Salsola gymnomaschala
Salsola gymnomaschala är en amarantväxtart som beskrevs av René Charles Maire. Salsola gymnomaschala ingår i släktet sodaörter, och familjen amarantväxter. Inga underarter finns listade i Catalogue of Life.